# محوطه دلیکیلی داش
محوطه دلیکیلی داش در شهرستان نیر، بخش کورائیم، دهستان یورتچی شرقی، روستای توتونسیز واقع شده و این اثر در تاریخ ۲۷ بهمن ۱۳۸۷ با شمارهٔ ثبت ۲۴۵۵۰ به‌عنوان یکی از آثار ملی ایران به ثبت رسیده است.